# 11201 Talich
11201 Talich eller 1999 EL5 är en asteroid i huvudbältet som upptäcktes den 13 mars 1999 av den tjeckiske astronomen Lenka Kotková vid Ondřejov-observatoriet. Den är uppkallad efter den tjeckiske dirigenten Václav Talich.
Den tillhör asteroidgruppen Koronis.